# Извержение Невадо-дель-Руиса (1985)
Извержение вулкана Невадо-дель-Руис 13 ноября 1985 года (Колумбия) по количеству жертв занимает четвёртое место среди известных вулканических извержений. Хотя само извержение было относительно небольшим, пирокластические потоки и выброс горячей породы привели к таянию части ледникового покрова на вершине вулкана и образованию лахаров (вулканических грязевых потоков) в ущельях на склонах горы. Основные лахары шли на восток по ущельям рек Асуфрадо (исп. Azufrado), Лагунильяс (Lagunillas) и Гуали (Gualí); кроме того, один лахар сошёл на запад по ущелью Чинчины (Chinchiná). Грязевые потоки вдоль Асуфрадо и Лагунильяс слились и образовали большой лахар, который практически полностью уничтожил город Армеро, стоявший на равнине 2 км вниз по течению от устья ущелья Лагунильяс и на расстоянии 46 км от вершины вулкана. Из 29 000 жителей города погибли свыше 20 000 человек. 1937 человек погибло в низколежащих районах города Чинчина на одноименной реке. Общее число жертв оценивается в более 23 000 или более 25 000 человек.

## Предыстория
Город Армеро был построен в конце XIX века на следах прежних лахаров, сошедших по реке Лагунильяс и вызванных извержениями 1595 и 1845 года. По современным оценкам, лахар 1845 года был не менее мощным, чем в 1985 году, но из-за меньшей плотности населения от него погибло всего около 1000 человек. Последующие 140 лет вулкан считался спящим, и местное население забыло об опасности грязевых потоков.
В 1984 году в ущелье Лагунильяс 12 км вверх по течению от Армеро сошёл оползень. Он запрудил реку, и в узком ущелье образовалось естественное водохранилище. Никаких конкретных действий по ликвидации запруды предпринято не было, хотя в сентябре 1985 года столичные газеты писали о том, что в случае прорыва естественной плотины Армеро будет затоплен.
Начиная с ноября 1984 года, вокруг кратера Аренас (основного кратера вулкана) наблюдалась сейсмическая и фумарольная активность. Экспедиция на вершину в январе 1985 года обнаружила следы фреатических (газовых) взрывов и отложение солей серы на снегу. В течение весны и лета фумарольная активность увеличивалась, слой серы на вершине становился толще, а из-за повышения температуры снег вокруг кратера начал таять. В сентябре началась повышенная сейсмическая активность, а 11 сентября произошло небольшое фреатическое извержение; в результате извержения по верховьям Асуфрадо сошёл лахар, который местами поднимался на 10—20 метров выше уровня реки. Жители долины Асуфрадо были предупреждены, но не были эвакуированы. Международная группа ученых разработала карты зон, опасных в случае извержения вулкана; карты были розданы представителям Красного креста и гражданской обороны. Но в течение сентября и октября сейсмическая, фреатическая и фумарольная активность пошла на убыль.
Как и перед началом вулканической активности в конце декабря 1984 года, так и перед малым извержением 11 сентября 1985 года, наблюдались эпизоды гармонических сейсмических колебаний. Непрерывный ряд подобных колебаний также начался 10 ноября и продолжался вплоть до начала извержения 13 ноября. Других признаков приближающегося извержения зафиксировано не было.

## Извержение 13 ноября
В 15:05 по местному времени началось фреатическое извержение, по характеру напоминающее события 11 сентября. В 16:00 в Мариките (59 км на северо-восток от вулкана) и Армеро начал выпадать пепел и лапилли. Начался сильный дождь. В 21:09 внезапно начался ряд пирокластических потоков, в результате которых растаяло, по различным оценкам, 5—18 % снежного и ледяного покрова Невадо-дель-Руиса. В 21:37 извержение перешло в плинианский тип: над вулканом поднялся столп пепла и газов высотой в несколько километров, и вулкан стал выбрасывать бомбы, но из-за дождливой погоды, жители городов вокруг вулкана не увидели изменившийся характер извержения. В 21:45 на Мурильо (18 км от вулкана) начали падать лапилли диаметром до 10 см и куски породы диаметром до 60 см. Около 22:00 усилились осадки пепла в Армеро. В 22:20 грузовой самолет Caribbean Air Lines попал в шлейф пепла на высоте 8000 м. Из-за абразивного действия пепла, стекла самолета стали непрозрачными, что вызвало сложности при посадке.
В 22:40 лахар уничтожил сотни домов в городе Чинчина к западу от вулкана. Радиосообщения об опасности стали поступать в Чинчину через систему гражданской обороны ещё в 21:30, но за час не удалось закончить эвакуацию города, и почти 2000 человек погибли.
В 23:35 в Армеро хлынула первая, холодная и жидкая волна грязи, которая вероятно шла с верховьев Лагунильяс. Через несколько минут последовала вторая, горячая и менее жидкая волна, которая вероятно сошла по долине Асуфрадо. За ней через некоторое время последовало ещё несколько грязевых волн. Суммарный грязевой поток через устье ущелья Лагунильяс оценивается в 47 500 м³/с. Уровень грязи у городской больницы достигал 6 метров. По описанию свидетелей, волна грязи легко поднимала автобусы и крушила бетонные здания. Ситуация в городе усугублялась из-за отсутствия освещения: линии электропередач были уничтожены, и единственным источником света были автомобильные фары.
Около 23:30 грязевой поток прошёл через Марикиту. В 01:00 14 ноября лахар дошёл до Онды (исп. Honda) на Гуали, 75 км от вершины Невадо-дель-Руиса. К тому времени, Армеро был уже практически полностью уничтожен.

## Причины высокого количества жертв
Отсутствие постоянного мониторинга извержения вулкана. План эвакуации не был детально проработан и его не смогли, а точнее некому было претворить в жизнь при первой волне лахара, когда наступил хаос. Последующие волны лахара практически уничтожили город, жители которого к этому моменту потеряли возможность самостоятельно эвакуироваться.